# 久本古墳
久本古墳（ひさもとこふん）は、香川県高松市新田町にある古墳。形状は円墳。高松市指定史跡に指定されている。
本項目では久本古墳の北にある山下古墳についても解説する。

## 概要
香川県中部、高松平野東部の立石山西麓に築造された古墳である。墳丘は大きく削平を受けているほか、1975年（昭和50年）・2002年度（平成14年度）に発掘調査が実施されている。
墳形は円形で、直径36メートルを測る。墳丘周囲には幅10.5メートル（南側）・5メートル（西側）の周溝が、その外側に幅3.5メートルの周堤が巡らされ、周溝を含めた直径は46メートル、周堤を含めた直径は53メートルを測る。埋葬施設は両袖式の横穴式石室で、南方向に開口する。石室全長10.8メートルを測る大型石室であり、石材には安山岩の巨石が使用される。石室奥壁には石棚を付し、石棚下には土師質の亀甲型陶棺を据える。石室内は盗掘に遭っているが、発掘調査では副葬品として多量の須恵器のほか、承盤付銅鋺・鉄鏃・土師器が出土している。
築造時期は、古墳時代終末期の6世紀末葉-7世紀初頭頃と推定され、7世紀後半頃までの祭祀が認められる（埋葬回数は1回か）。いずれも香川県内では唯一となる、石棚付石室・土師質亀甲型陶棺・承盤付銅鋺の点で特色を示す古墳になる。周辺では巨石墳として小山古墳（非現存）・山下古墳（後述）の築造も知られるほか、後背丘陵上では群集墳が分布しており、久本古墳・小山古墳・山下古墳の3基は一帯の首長墓（綾公氏や秦氏の墓か）と想定される。また当地の豪族と、北方における屋嶋城築城との関連性の点でも注目される。
古墳域は1975年（昭和50年）に高松市指定史跡に指定されている。

## 遺跡歴
- 1975年（昭和50年）
  - 石室・墳丘の保存整備に伴う調査：第1-2次調査（久本古墳発掘調査団、2004年に報告）[1]。
  - 3月13日、高松市指定史跡に指定[2]。
- 2002年度（平成14年度）、市道改良に伴う調査：第3次調査（高松市教育委員会、2004年に報告）[1]。

## 埋葬施設

石室俯瞰図

石室展開図

埋葬施設としては両袖式横穴式石室が構築されており、南方向に開口する。石室の規模は次の通り。
- 石室全長：10.8メートル
- 玄室：長さ4.6メートル、幅2.6メートル、高さ3.5メートル
- 羨道：長さ6.2メートル、幅1.6メートル、高さ2メートル

石室の石材には安山岩の巨石が使用される。石室（および墳丘）の構築に際しては高麗尺（1尺=約35.6センチメートル）の使用が推測され、玄室の奥壁が墳丘の中心として基準になる。玄門部の立柱石は内側に張り出し、その上部には楣石を置くという九州系横穴式石室の特徴を示す。また羨門にも立柱石が認められ、羨道部は複室構造の前室のような形態をとる。羨門立柱石は鑵子塚古墳（観音寺市）でも知られ、関係性が指摘される。
また玄室には、奥壁に接する位置に石棚を付し、石棚を有する石室としては香川県では唯一の例になる。両側壁にかけて渡した一枚石（長さ約3メートル・幅1.5メートル・厚さ0.5-0.6メートル）を棚とし、床面から棚下は1.7-1.8メートルを測る。石棚の多い九州・紀伊地方では石棚を奥壁・両側壁に組み込むのに対し、中国・四国地方では石棚を両側壁のみに組み込んでおり、本古墳も後者の例に属する。棚下では後述の土師質陶棺を据えることから、この石棚は棺を庇状に覆う役割とされる。
玄室内の石棚下には土師質陶棺が据えられており、確実な土師質陶棺の出土としては香川県で唯一の例になる。亀甲型陶棺であり、突帯幅は1.5-2センチメートルと狭いものになる。当該時期の陶棺は大和地方に集中し、本古墳の陶棺も狐塚2号横穴（奈良県奈良市）の陶棺と似ることから、大和地域との関係性が指摘される。

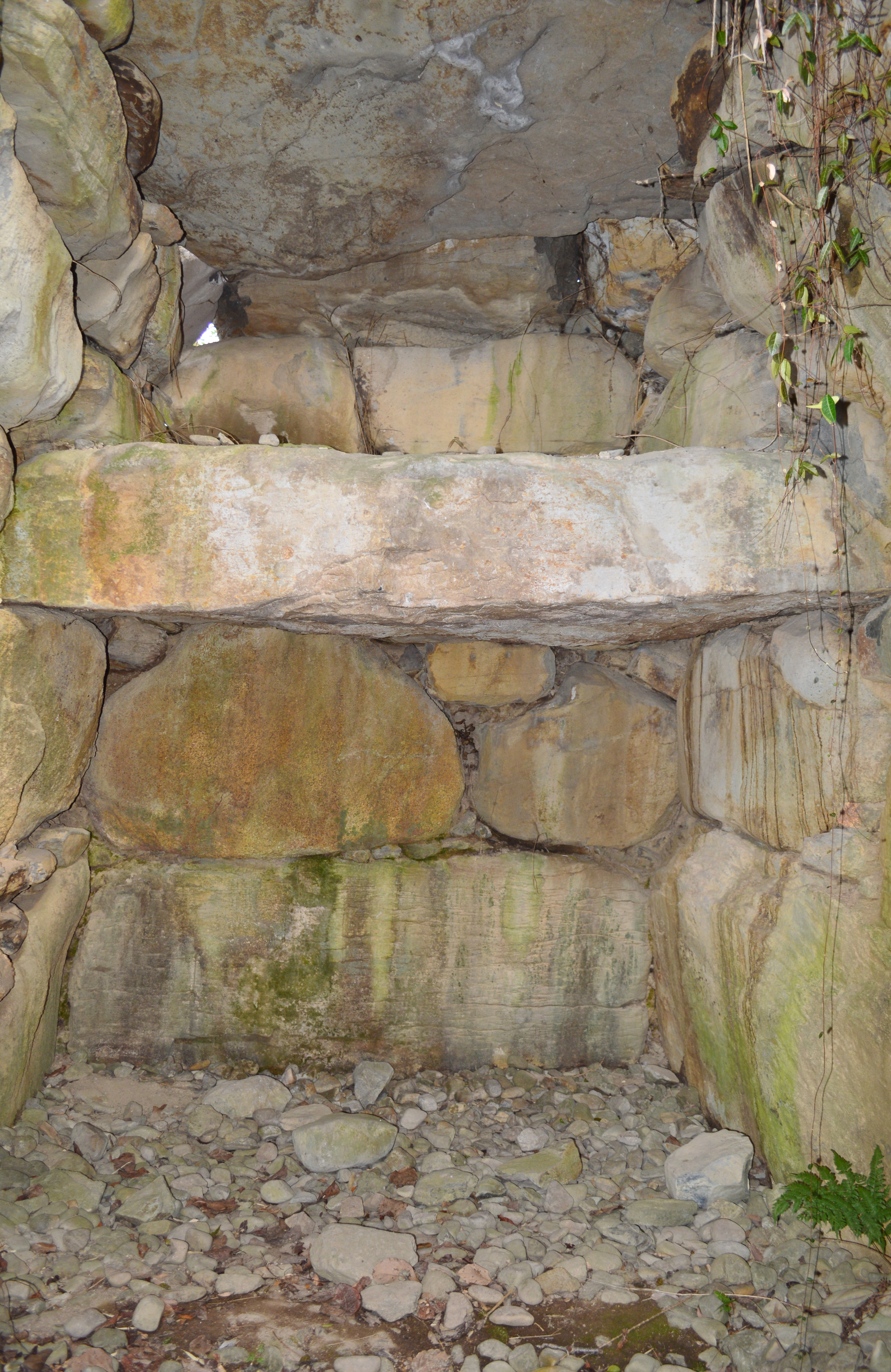
玄室（奥壁方向）
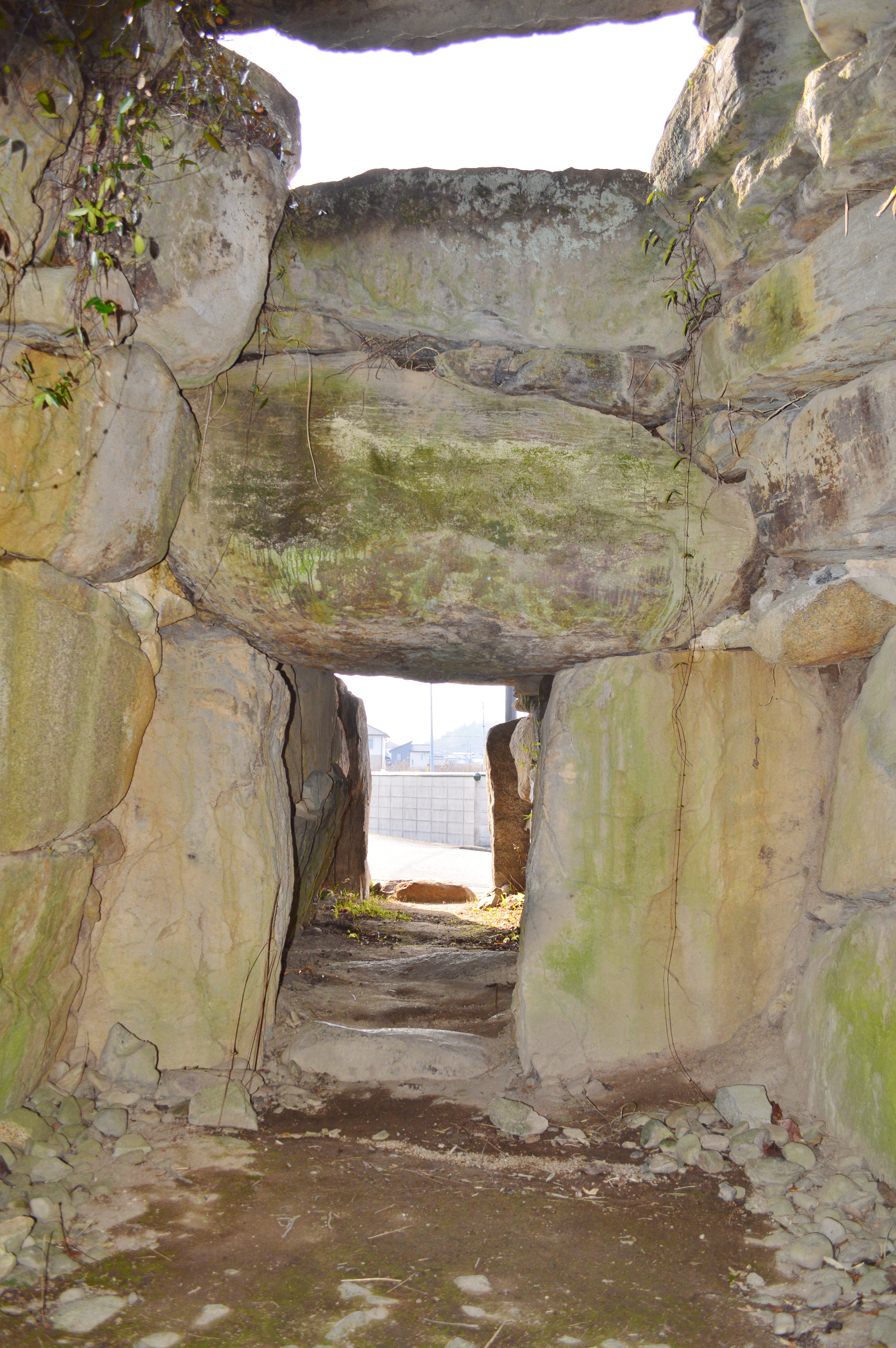
玄室（開口部方向）
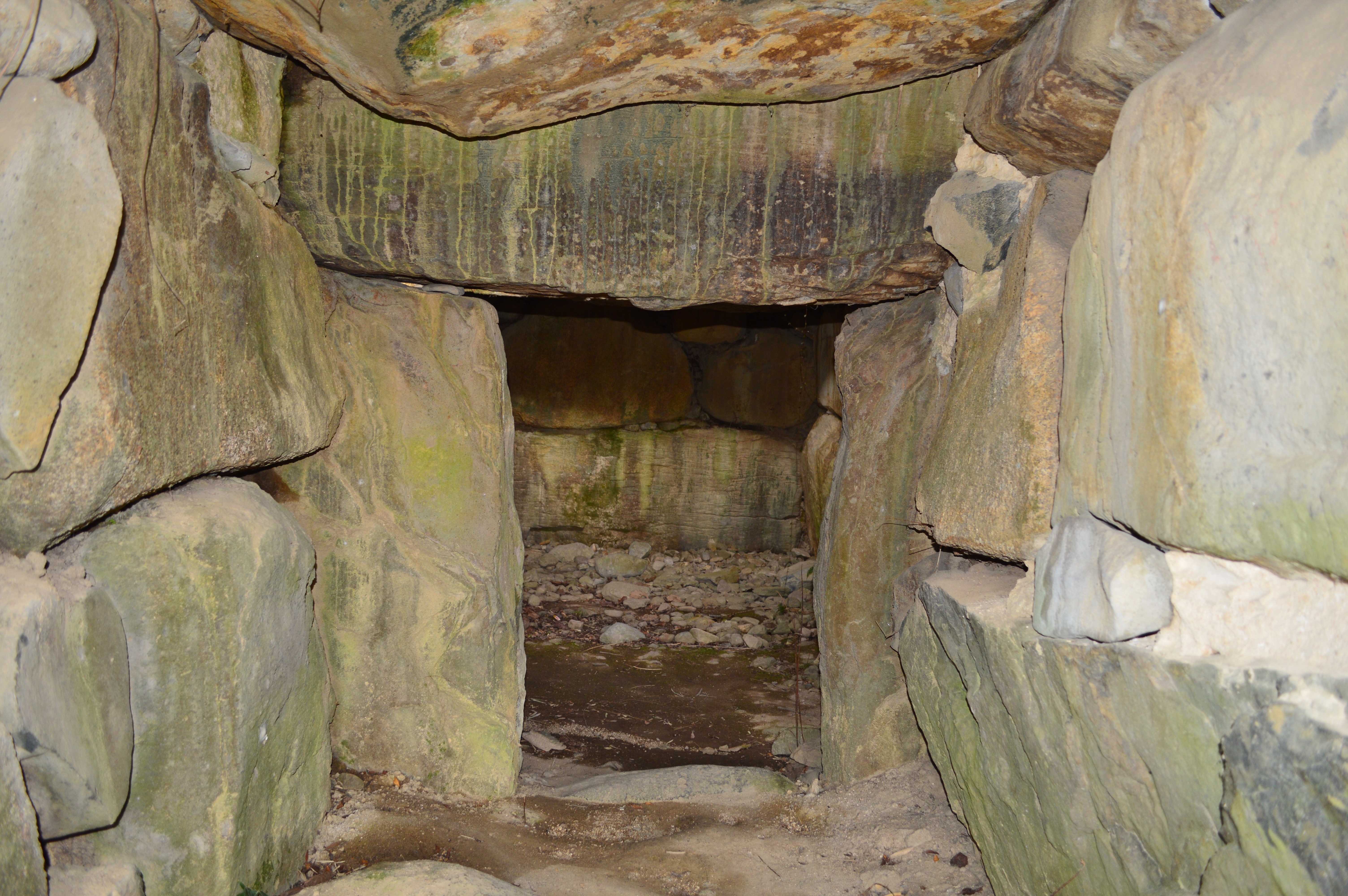
玄門
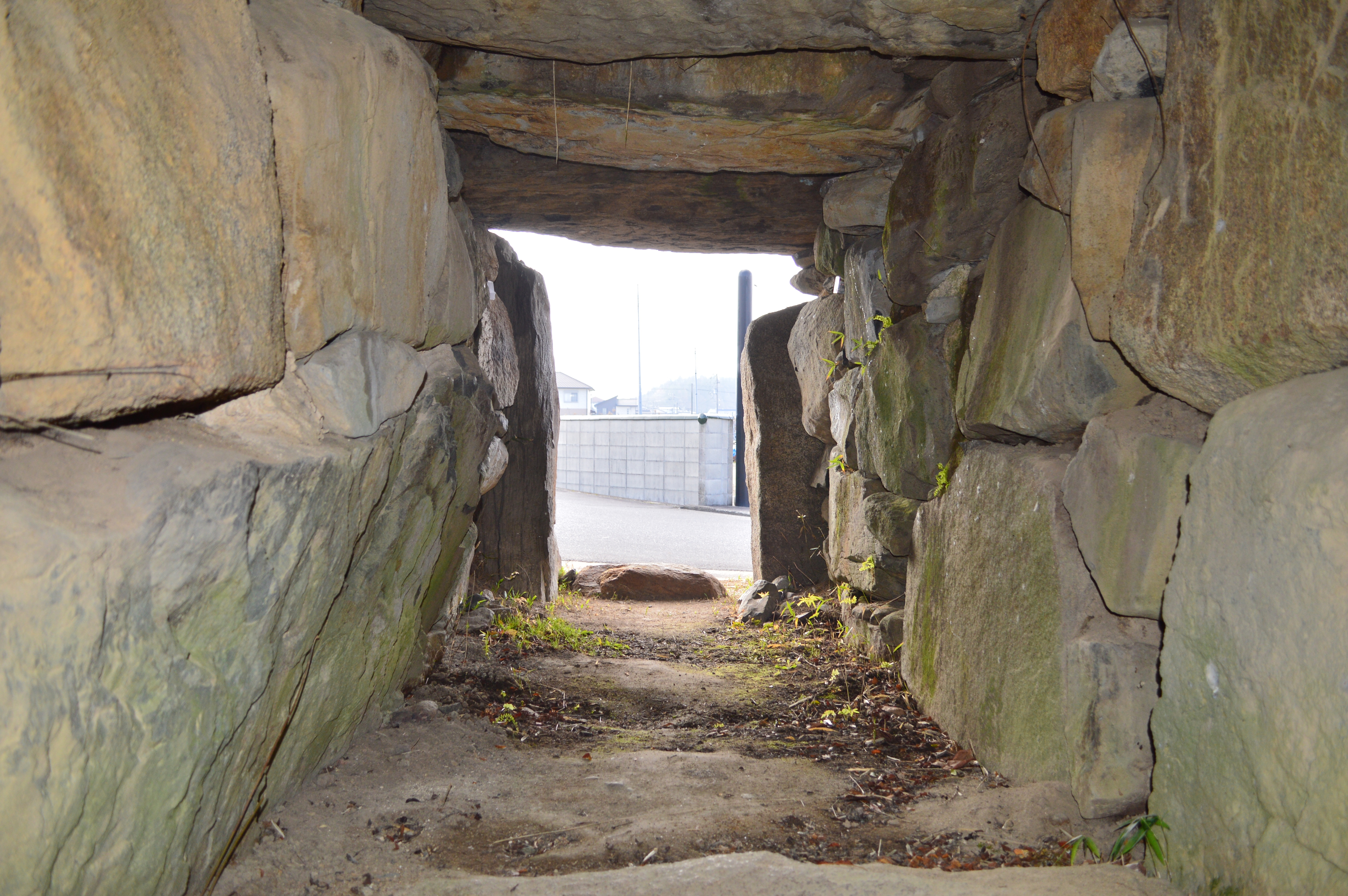
羨道（開口部方向）
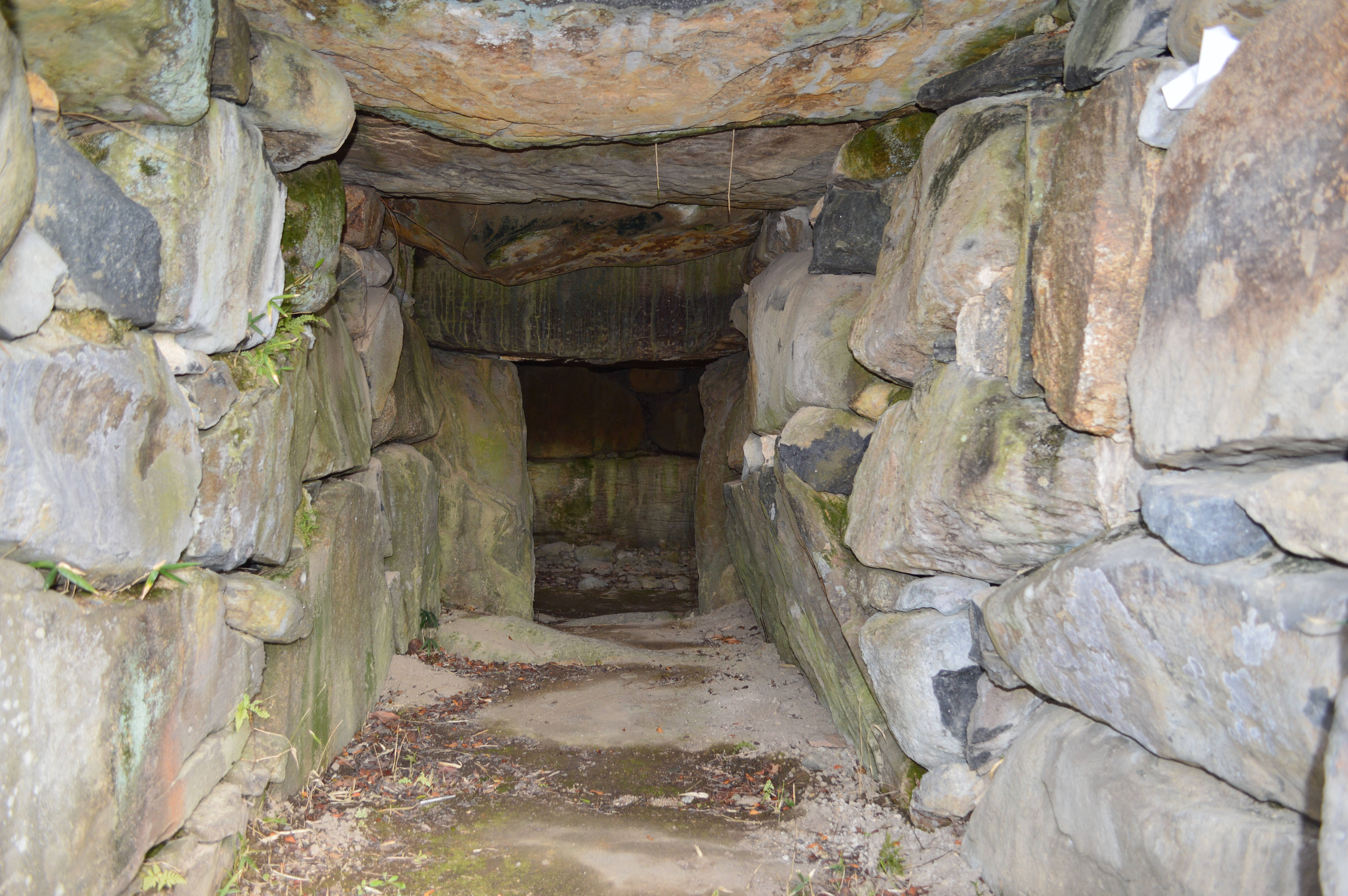
羨道（玄室方向）
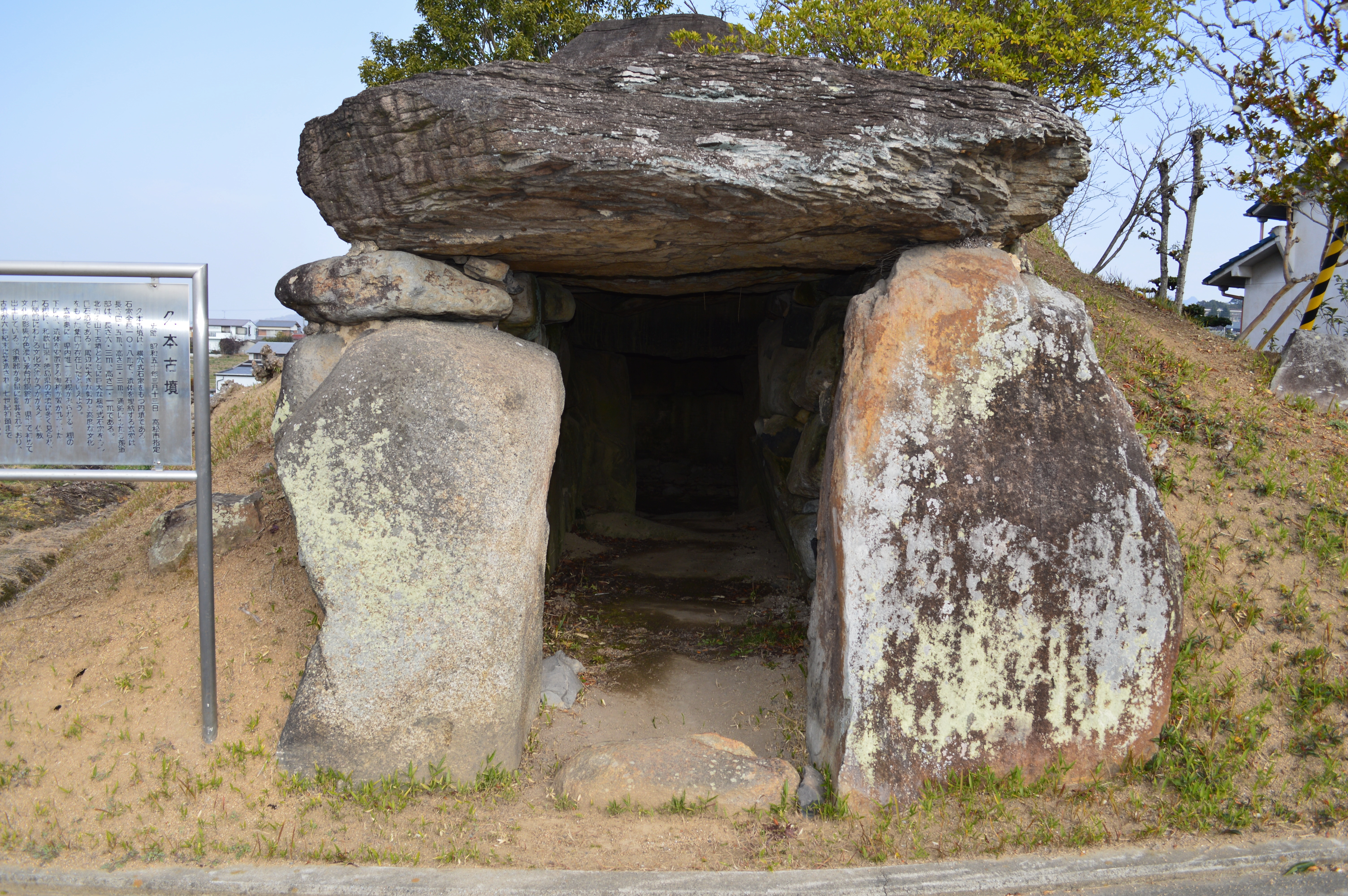
開口部

## 出土品
石室内は盗掘に遭っているが、発掘調査では次の副葬品が出土している。
- 承盤付銅鋺
- 鉄鏃
- 須恵器
- 土師器

上記のうちでは特に銅鋺が注目され、銅鋺の出土は香川県内で唯一の例になる。銅鋺は仏具であり、畿内との結びつきや仏教文化の影響を示す遺物になるが、地方では豪華な食器として使用されたと推測される。

## 山下古墳
山下古墳（やましたこふん）は、久本古墳の北約600メートルにある古墳。史跡指定はされていない。
墳丘封土はほとんどが流失しており、元々の墳形は明らかでない。埋葬施設は両袖式の横穴式石室で、南方向に開口する。石室の規模は次の通り。
- 石室全長：現存9.0メートル
- 玄室：長さ5.05メートル、幅2.55-2.85メートル、現在高さ2.5-2.8メートル（推定復元約3メートル）
- 羨道：長さ4メートル、幅1.5メートル、現在高さ1.2メートル

石室の石材はすべて安山岩である。玄室の規模は一帯の古墳では最大であり、玄室の天井石は巨石1枚である。副葬品は詳らかでない。

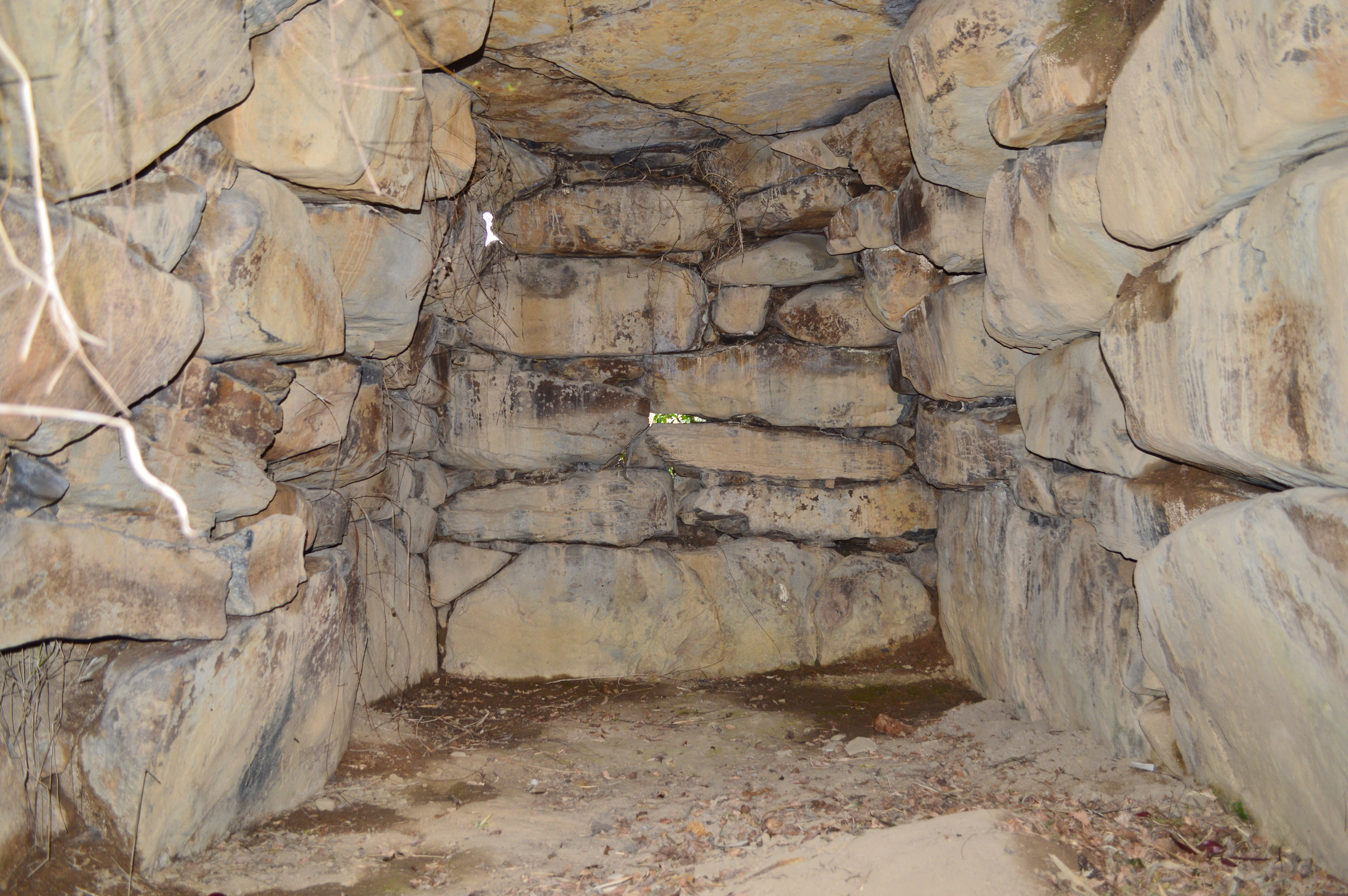
玄室（奥壁方向）
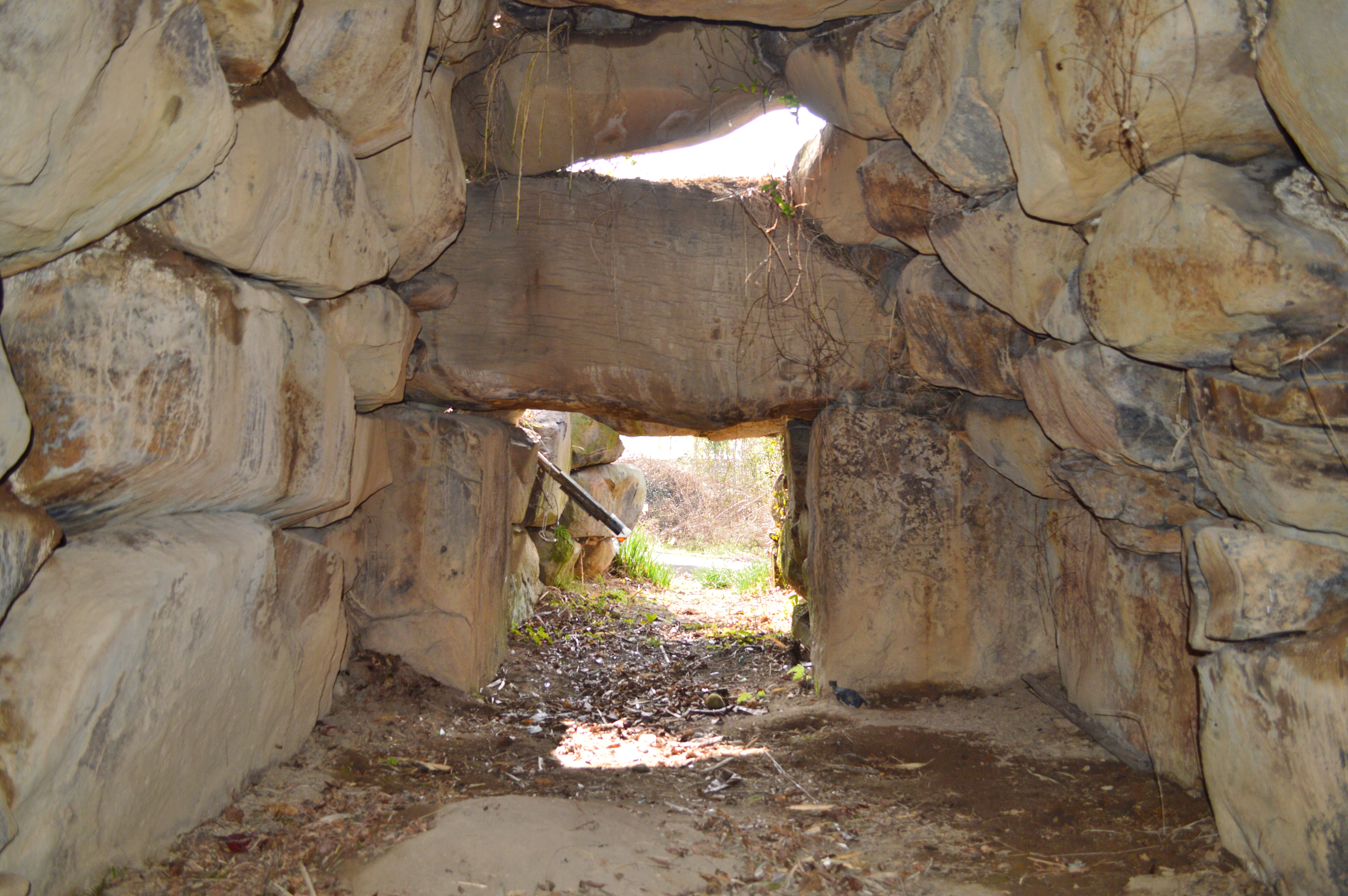
玄室（開口部方向）
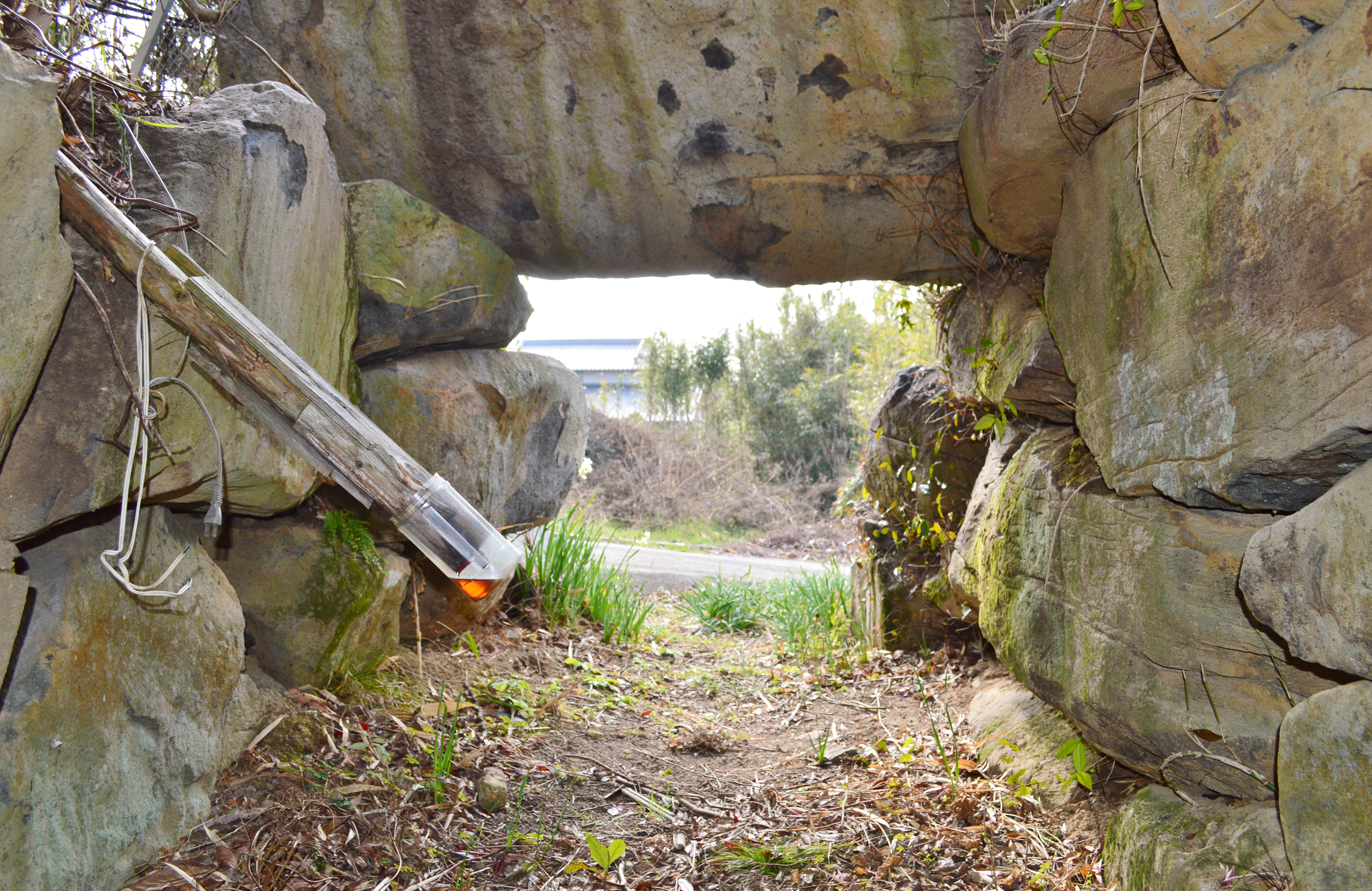
羨道（開口部方向）
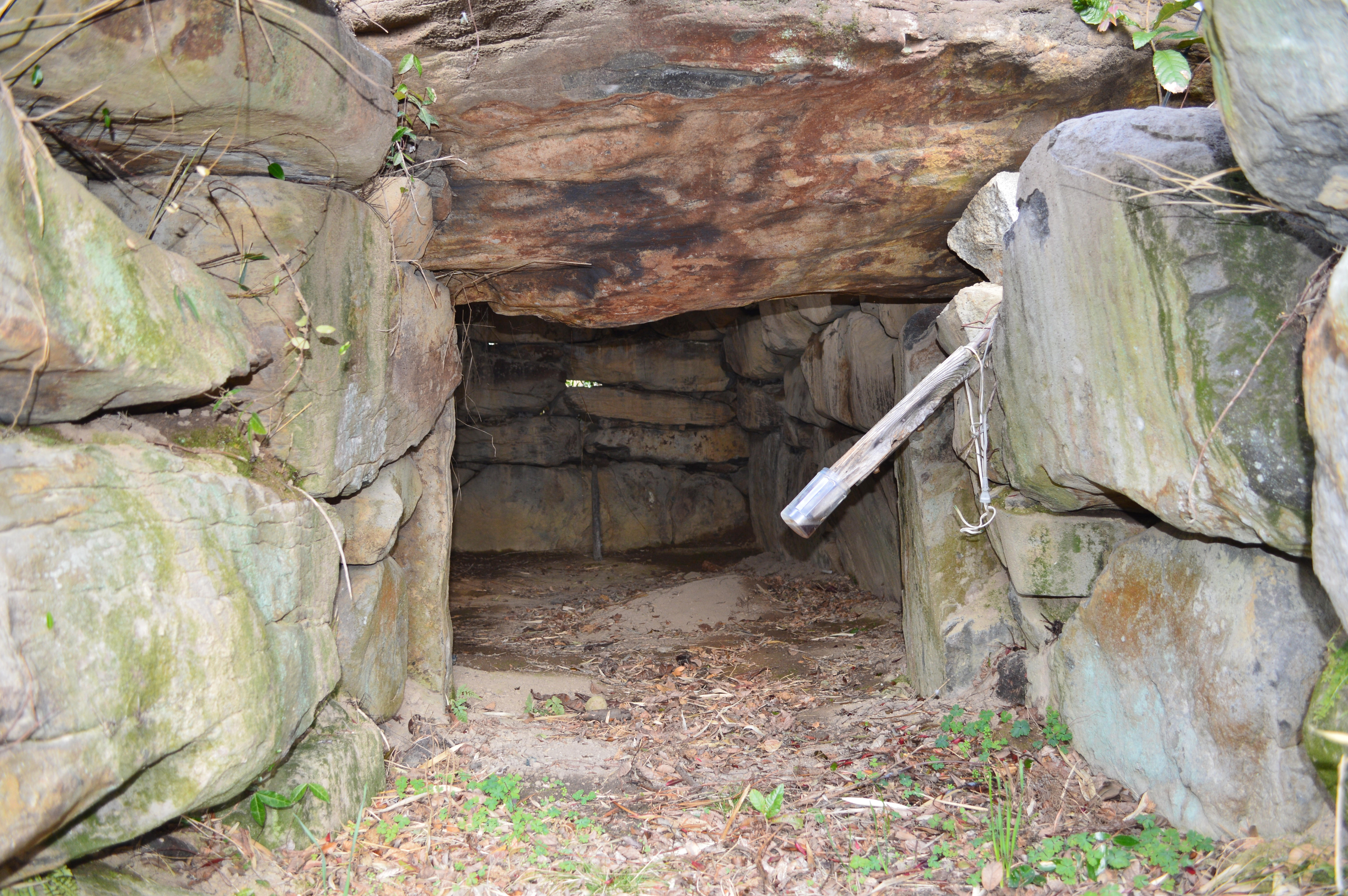
羨道（玄室方向）
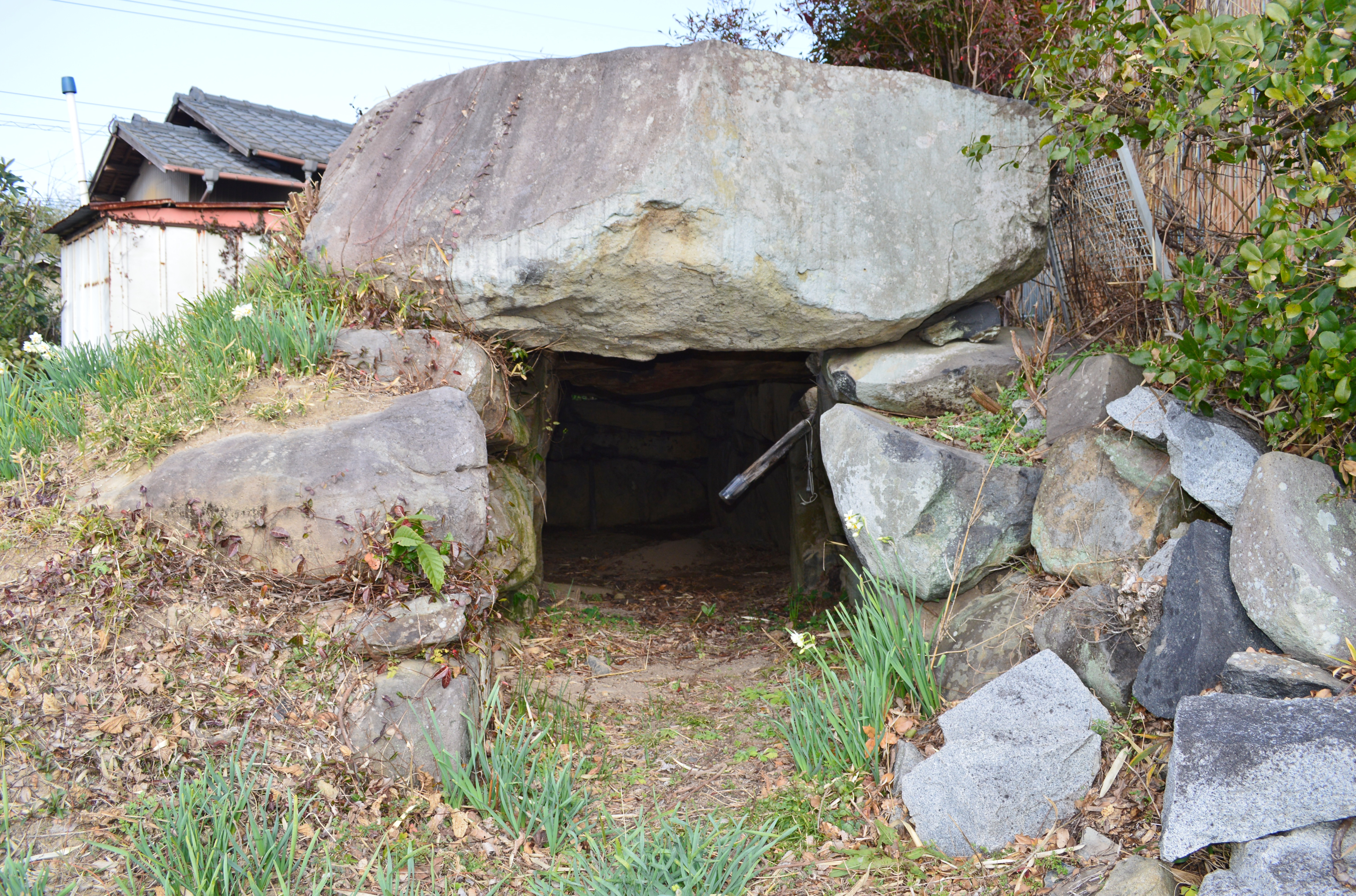
開口部

## 文化財

### 高松市指定文化財
- 史跡
  - 久本古墳 - 1975年（昭和50年）3月13日指定[2]。

## 関連施設
- 高松市歴史資料館（高松市昭和町） - 久本古墳の出土品を展示。

## 関連文献
（記事執筆に使用していない関連文献）
- 『高松市山下古墳調査報告』香川県教育委員会、1980年。
- 『高松市の文化財 -まもるまなぶつたえる-』高松市教育委員会、2011年。